# Саэнс де Агирре, Хосе
Хосе Саэнс де Агирре (итал. José Sáenz de Aguirre; 24 марта 1630, Логроньо, Габсбургская Испания — 19 августа 1699, Рим, Папская область) — известный испанский богослов, философ и кардинал XVII века. Кардинал-священник со 2 сентября 1686, с титулом церкви Санта-Бальбина с 10 ноября 1687 по 30 августа 1694. Кардинал-священник с титулом церкви Санта-Мария-сопра-Минерва с 30 августа 1694 по 19 августа 1699.

## Биография
Родился в городе Логроньо в Кастилии.
На протяжении многих лет преподавал в Саламанкском университете, аббат бенедиктинского монастыря Святого Винцента, секретарь инквизиции, при папе Иннокентии XI возведённый в сан кардинала.
Участвовал в конклаве 1689 года, избравшем папу Александра VIII, а также в конклаве 1691 года, избравшем папу Иннокентия XII.
Ему принадлежит множество трудов в области философии, богословия и церковной истории. В 1696 году посмертно издал вторую часть работы «Bibliotheca Hispana» своего друга Николаса Антонио «Bibliotheca Hispana vetus» по истории испанской литературы со времён Августа до 1500 года.
Хосе Саэнс де Агирре был одним из судей на процессе Мигеля де Молиноса.
Активная работа пошатнула его здоровье, Хосе Саэнс де Агирре страдал от эпилепсии. Скончался в результате инсульта и был похоронен в часовне Сан-Ильдефонсо церкви Санта-Мария-дель-Сакро-Куоре.

## Сочинения
- «Quatuor propositiones cleri gallicani»,
- «Collectio maxima conciliorum omnium Hispaniae et novi orbis». (4 т., Рим, 1693, 2-е изд. 6 т., 1753);
- «Theologia s. Anselmi» (неоконченное, 3 т., Рим, 1699).
- «Philosophia Nova-antiqua» (Саламанка, 1671-2-5, 3).
- «Philosophia Morum» etc. (Саламанка, 1677; Рим, 1698).
- «De virtutibus et vitiis disputationes ethicae in quibus disseritur quidquid spectat ad philosophiam moralem ab Aristotele traditam» (Саламанка, 1677; Рим, 1697; Рим, 1717).